# آلبرت ای. بویاجیان
آلبرت ای. بویاجیان (ارمنی: Ալբերտ Բոյաջյան؛ زادهٔ ۴ ژوئن ۱۹۴۰) کارآفرین ارمنی‌تبار اهل ایالات متحده آمریکا است. یک مدیر کسب و کار آمریکایی و فعال در اهداف ارامنه است. او بنیانگذار و رئیس کمیته اقدامات سیاسی ارمنی - آمریکایی (A.A.P.A.C.) است.